# Kulur (Majalengka)
Kulur is een bestuurslaag in het regentschap Majalengka van de provincie West-Java, Indonesië. Kulur telt 3853 inwoners (volkstelling 2010).